# Xã St. Jacob, Quận Madison, Illinois
Xã St. Jacob (tiếng Anh: St. Jacob Township) là một xã thuộc quận Madison, tiểu bang Illinois, Hoa Kỳ. Năm 2010, dân số của xã này là 2.578 người.